# Rudolf Hiessl
Rudolf Hiessl (* 31. Mai 1949 in Innsbruck, Tirol) ist ein österreichischer Politiker (ÖVP).

## Leben
Rudolf Hiessl erlernte nach dem Besuch der Pflichtschulen den Beruf des Einzelhändlers. Danach war er 12 Jahre lang als Fachberater in der Büromaschinen- und Bürobedarfsbranche im Außendienst tätig. Später wechselte er in die Werbe- und Geschenkartikelbranche und verdiente sich so als Gebiets- und Verkaufsleiter in Westösterreich seinen Lebensunterhalt.
Hiessl, der in der Marktgemeinde Rum seinen Lebensmittelpunkt fand, wurde hier auch 1980 für die ÖVP in den Gemeinderat gewählt. Diesem gehörte er 12 Jahre lang, bis 1992, an.
Von 1985 bis 1989 saß er für seine Partei eine Legislaturperiode im Tiroler Landtag. Nach seinem Ausscheiden aus dem Gemeinderat von Rum zog Hiessl im Januar 1993 als Mitglied des Bundesrats nach Wien. Als Bundesrat war er jedoch nur knapp eineinhalb Jahre, bis April 1994, tätig.